# 硫酸𨥙
在化學中，硫酸𨥙（部分文獻寫作硫酸金井），又稱硫酸二𨥙或硫酸二肼是一种易溶於水的無機化合物，為𨥙與硫酸根組成的鹽類，其化學式為(N2H5)2SO4，常溫下為固體，可藉由氫氧化𨥙和硫酸銨的置換反映制得，解離常數約為8.1。

## 制备
硫酸𨥙可由硫酸铵和水合肼反应得到：
(NH4)2SO4 + 2 N2H4·H2O → (N2H5)2SO4 + 2 NH3 + 2 H2O
产物用五氧化二磷进行真空干燥。

## 性质
(N2H5)2SO4在250℃开始分解（放热），分解产物有NH4HSO4、H2O、H2S、SO2、N2和NH3，在400℃硫酸氢铵吸热分解。